# Rajd Polski 2000
Rajd Polski 2000 (57. Rajd Polski) – 57. edycja rajdu samochodowego Rajd Polski rozgrywanego w Polsce. Rozgrywany był od 1 do 3 czerwca 2000 roku. Bazą rajdu była miejscowość Kłodzko. Rajd był dziewiętnastą rundą Rajdowych Mistrzostw Europy w roku 2000, i także czwartą rundą Rajdowych Samochodowych Mistrzostw Polski w roku 2000.

## Wyniki końcowe rajdu
| Miejsce                        | Kierowca                     | Pilot                        | Samochód                     | Czas                         | Strata                       |                              |
| Klasyfikacja generalna i ERC   | Klasyfikacja generalna i ERC | Klasyfikacja generalna i ERC | Klasyfikacja generalna i ERC | Klasyfikacja generalna i ERC | Klasyfikacja generalna i ERC | Klasyfikacja generalna i ERC |
| ------------------------------ | ---------------------------- | ---------------------------- | ---------------------------- | ---------------------------- | ---------------------------- | ---------------------------- |
| 1                              | Henrik Lundgaard             | Jens-Christian Anker         | Toyota Corolla WRC           | 2:14:29.6                    | -                            |                              |
| 2                              | Janusz Kulig                 | Jarosław Baran               | Ford Focus RS WRC '99        | 2:15:03.4                    | +33.8                        |                              |
| 3                              | Bruno Thiry                  | Stéphane Prévot              | Citroën Xsara Kit Car        | 2:15:50.5                    | +1:20.9                      |                              |
| 4                              | Robert Herba                 | Jacek Rathe                  | Seat Cordoba WRC Evo2        | 2:20:57.4                    | +6:27.8                      |                              |
| 5                              | Łukasz Sztuka                | Zbigniew Cieslar             | Mitsubishi Lancer EVO VI     | 2:24:12.2                    | +9:42.6                      |                              |
| 6                              | Paweł Dytko                  | Tomasz Dytko                 | Mitsubishi Lancer EVO VI     | 2:24:32.4                    | +10:02.8                     |                              |
| 7                              | Marcin Turski                | Emil Horniaček               | Mitsubishi Lancer EVO VI     | 2:25:48.6                    | +11:19.0                     |                              |
| 8                              | Isolde Holderied             | Heike Feichtinger            | Toyota Corolla WRC           | 2:28:27.6                    | +13:58.0                     |                              |
| 9                              | Tomasz Kuchar                | Maciej Szczepaniak           | Volkswagen Golf Kit Car      | 2:29:43.8                    | +15:14.2                     |                              |
| 10                             | Cezary Fuchs                 | Maciej Maciejewski           | Toyota Celica GT-Four        | 2:30:22.6                    | +15:53.0                     |                              |
| Klasyfikacja mistrzostw Polski |                              |                              |                              |                              |                              |                              |
| 1                              | Janusz Kulig                 | Jarosław Baran               | Ford Focus RS WRC '99        | 2:15:03.4                    | -                            |                              |
| 2                              | Robert Herba                 | Jacek Rathe                  | Seat Cordoba WRC Evo2        | 2:20:57.4                    | +5:54.0                      |                              |
| 3                              | Łukasz Sztuka                | Zbigniew Cieslar             | Mitsubishi Lancer EVO VI     | 2:24:12.2                    | +9:08.8                      |                              |
| 4                              | Paweł Dytko                  | Tomasz Dytko                 | Mitsubishi Lancer EVO VI     | 2:24:32.4                    | +9:29.0                      |                              |
| 5                              | Marcin Turski                | Emil Horniaček               | Mitsubishi Lancer EVO VI     | 2:25:48.6                    | +10:45.2                     |                              |
| 6                              | Tomasz Kuchar                | Maciej Szczepaniak           | Volkswagen Golf Kit Car      | 2:29:43.8                    | +14:40.4                     |                              |
| 7                              | Cezary Fuchs                 | Maciej Maciejewski           | Toyota Celica GT-Four        | 2:30:22.6                    | +15:19.2                     |                              |
| 8                              | Damian Gielata               | Maciej Baran                 | Škoda Felicia Kit Car        | 2:30:35.0                    | +15:31.6                     |                              |
| 9                              | Bartłomiej Baniowski         | Piotr Wieczorek              | Subaru Impreza WRX           | 2:33:28.8                    | +18:25.4                     |                              |
| 10                             | Wiesław Stec                 | Jakub Mroczkowski            | Mitsubishi Lancer Evo III    | 2:36:34.9                    | +21:31.5                     |                              |